# Siqueira Campos (Paraná)
Pour les articles homonymes, voir Siqueira Campos, Siqueira et Campos.
Siqueira Campos est une municipalité brésilienne située dans l'État du Paraná.